# Clarkia mildrediae
Clarkia mildrediae är en dunörtsväxtart som först beskrevs av Heller, och fick sitt nu gällande namn av H.F. och Margaret Ensign Lewis. Clarkia mildrediae ingår i släktet clarkior, och familjen dunörtsväxter.

## Underarter
Arten delas in i följande underarter:
- C. m. lutescens
- C. m. mildrediae